# Обична црвенрепка
Обична црвенрепка или шумска црвенрепка (лат. Phoenicurus phoenicurus) мала је птица певачица која припада породици мухарица. Селица је на дуге раздаљине.

## Опис
Дужина тела од врха кљуна до врха репа је око 13 центиметара. Полни диморфизам је присутан. Мужјак има сива леђа, наранџаст доњи део тела (стомак и груди), црно грло и бело чело. Женка је једнолично смеђа са светлим грудима по чему се разликује од женке црне црвенрепке. Црвенкаст реп имају оба пола по чему је и врста добила име. 

## Распрострањеност и станиште
Распрострањена је у већем делу Европе и Азије. Зимује у подсахарској Африци. Настањује старе, очуване, галеријске претежно листопадне шуме, али је бележена и у мешовитим шумама. У северној Европи се гнезди у појасу маљаве брезе у тундри и у ретким заједницама борова. Честа је у викенд-насељима, предграђима, већим вртовима и градским парковима. Зиму проводи у Африци између Сахаре и Екватора, а у Европу се враћа у априлу. 

## Исхрана
Храни се ситним бескичмењацима попут паукова, инсектима и њиховим ларвама и бобицама. Гусенице су посебно чест плен у периоду гнежђења. 

## Размножавање
Парење црвенрепке одиграва се у мају. Мужјак песмом обележава територију коју брани од других мужјака и привлачи женку. Гнезди се у дупљама дрвећа или у шупљинама у крову и испод стрехе. Радо прихвата вештачке кућице за птице. Гнезда су обично направљена од влати траве, корена и маховине вешто повезана длаком животиња. Женка носи од 5 до 7 зеленкасто-плавих јаја, а птићи се излежу 12—14 дана касније. Петнаестак дана након што се излегу, пилићи добијају перје након чега су спремни да напусте гнездо.

## Галерија
- Женка црвенрепке снимљена у Београду
- Мужјак црвенрепке са пленом на улазу у гнездо.
- Мужјак црвенрепке снимљен у Београду